# Paris-Tours 1999
La 93e édition de Paris-Tours a eu lieu le dimanche 3 octobre 1999. Il s'agit de la neuvième épreuve de la Coupe du Monde de cyclisme. Elle a été remportée par le Belge Marc Wauters.

## Récit de la course
km 60

attaque de Pascal Lino.

km 134

Lino est repris par le peloton après avoir compté une avance maximale de 2 minutes.

km 148

L'équipe Mapei grille le ravitaillement et fait exploser le peloton. Il se forme en tête un groupe de 49 coureurs qui ne sera plus rejoint. Tous les favoris sont présents dans ce groupe.

km 209

Marc Wauters et Gianni Faresin se détachent du groupe de tête.

km 250

Les deux hommes ne comptent jamais plus de 50 secondes d'avance mais se maintiennent en tête. Marc Wauters distance Gianni Faresin. Dans le groupe de poursuivants, Frank Vandenbroucke tente de s'échapper en vain.

km 254

Marc Wauters s'impose en solitaire, Gianni Faresin résiste pour 4 secondes au retour du groupe de poursuivants, réglé comme l'an dernier pour la 3e place par Jaan Kirsipuu.
Classique réputée favorable aux sprinteurs, Paris-Tours est remportée pour la 3e année consécutive par un échappé, après Andreï Tchmil en 1997 et Jacky Durand en 1998.
Andreï Tchmil termine à la 9e place et augmente son avance en tête de la Coupe du Monde.

## Classement final
| Pos. | Cycliste         | Équipe                         | Temps  |
| ---- | ---------------- | ------------------------------ | ------ |
| 1    | Marc Wauters     | Rabobank                       |        |
| 2    | Gianni Faresin   | Mapei-Quick Step               | + 10 s |
| 3    | Jaan Kirsipuu    | Casino                         | + 14 s |
| 4    | Fabrizio Guidi   | Polti                          | m.t.   |
| 5    | Marco Serpellini | Lampre-Daikin                  | m.t.   |
| 6    | Ludovic Capelle  | Home Market-Ville de Charleroi | m.t.   |
| 7    | Fabio Baldato    | Ballan-Alessio                 | m.t.   |
| 8    | Léon van Bon     | Rabobank                       | m.t.   |
| 9    | Andreï Tchmil    | Lotto                          | m.t.   |
| 10   | Aart Vierhouten  | Rabobank                       | m.t.   |